# Конкатенация
Конкатена́ция (лат. concatenatio «присоединение цепями; сцепле́ние») — операция склеивания объектов линейной структуры, обычно строк. Например, конкатенация слов «микро» и «мир» даст слово «микромир».

## В математике
Конкатенация — бинарная операция, определённая на словах данного алфавита. Обозначения:
- {\displaystyle A} — алфавит, набор букв;
- {\displaystyle \alpha }, {\displaystyle \beta }, {\displaystyle \gamma } — слова, составленные из букв;
- {\displaystyle a_{1}\ldots a_{n}} и {\displaystyle b_{1}\ldots b_{m}} — записанные подряд и пронумерованные буквы двух слов.

Если {\displaystyle \alpha =a_{1}\ldots a_{n}} и {\displaystyle \beta =b_{1}\ldots b_{m}} — слова из алфавита {\displaystyle A}, то конкатенацией слов {\displaystyle \alpha } и {\displaystyle \beta }, которую обозначим в этой статье как {\displaystyle \alpha \cdot \beta }, будет слово {\displaystyle \gamma } из того же алфавита {\displaystyle A}, определяемое равенством
{\displaystyle \gamma =\alpha \cdot \beta =a_{1}\ldots a_{n}b_{1}\ldots b_{m}}.
Например, если {\displaystyle \alpha =media} и {\displaystyle \beta =wiki} — слова из алфавита {\displaystyle A=\{a,b,c,\ldots ,z\}}, содержащем все буквы латинского алфавита, то
{\displaystyle \gamma =\alpha \cdot \beta =media\cdot wiki=mediawiki}.

### Свойства конкатенации
- Операция конкатенации ассоциативна. То есть, если нужно выполнить конкатенацию трёх слов, то от расстановки скобок результат не изменится: {\displaystyle (wiki\cdot media)\cdot pedia=wikimediapedia}, и в то же время {\displaystyle wiki\cdot (media\cdot pedia)=wikimediapedia}.
- Операция конкатенации некоммутативна. В самом деле, {\displaystyle wiki\cdot media=wikimedia}, но {\displaystyle media\cdot wiki=mediawiki\neq wikimedia}: от перестановки операндов меняется результат операции, что и означает её некоммутативность.
- Пустое слово {\displaystyle \varepsilon } — является нейтральным элементом (единицей) операции конкатенации. То есть, если {\displaystyle \varepsilon } — пустое слово, то для любого слова {\displaystyle \alpha } выполнено равенство:

{\displaystyle \varepsilon \cdot \alpha =\alpha \cdot \varepsilon =\alpha }.
- Множество {\displaystyle A^{*}} всех слов в алфавите образует моноид (так называемый «свободный моноид»[англ.]).
- Множество {\displaystyle A^{*}\setminus \{\varepsilon \}} всех непустых слов в алфавите образует полугруппу.
- Длина (количество букв) конкатенации слов равна сумме длин операндов:

{\displaystyle |\alpha \cdot \beta |=|\alpha |+|\beta |}.

### Итерации
Операция конкатенации слов, подобно операции умножения чисел, порождает операцию итерации (или возведения в степень). Пусть {\displaystyle \alpha } — некоторое слово из алфавита {\displaystyle A}, а {\displaystyle n} — целое неотрицательное число. Тогда {\displaystyle n}-ой степенью слова {\displaystyle \alpha }, обозначаемой {\displaystyle \alpha ^{n}}, будет слово {\displaystyle \gamma } в том же алфавите {\displaystyle A}, определяемое равенством:
{\displaystyle {\begin{matrix}\gamma =\alpha ^{n}=&\underbrace {\alpha \cdot \ldots \cdot \alpha } \\&n\end{matrix}}}
(повтор слова {\displaystyle \alpha } {\displaystyle n} раз). Пример: «a»3=«aaa».
В случае {\displaystyle n=0}, степень {\displaystyle \alpha ^{0}} по определению полагается равной пустому слову, {\displaystyle \varepsilon }.

## В информатике
Операция конкатенации определяется для типов данных, имеющих структуру последовательности (список, очередь, массив и ряд других).В общем случае, результатом конкатенации двух объектов {\displaystyle A} и {\displaystyle B} является объект {\displaystyle C=A\cdot B}, полученный поочерёдным добавлением всех элементов объекта {\displaystyle B}, начиная с первого, в конец объекта {\displaystyle A}.
Из соображений удобства и эффективности различают две формы операции конкатенации:
1. Модифицирующая конкатенация. Результат операции формируется в левом операнде.
2. Немодифицирующая конкатенация. Результатом является новый объект, операнды остаются неизменными.